# Hvarför?
Hvarför? – Komedi i en akt är en komedi av Thyra (Alfhild Agrell), uruppförd på Kungliga Dramatiska Teatern i Stockholm den 25 februari 1881.

## Handling
Det är en regnig oktoberkväll och ett nygift par sitter i en salong. Stämningen är tryckt och Alf vill veta varför hans hustru Esther är så kall, avvisande och sorgsen. Den sarkastiska mostern Beate kommer för att gå husesyn, vilket spär på den otrevliga stämningen. Beate försöker sälja en servis för en fattig änkas räkning. Esther vill köpa den, men Alf tycker att den är för dyr.
Striden tar fart på nytt. Hon säger att hon har förstått att Alf inte har friat av kärlek utan för att komma åt hennes förmögenhet. Hon säger att orsaken till att hon inte redan har lämnat honom är att hon väntar på ett brev från sin förmyndare som kommer att ge henne fri dispositionsrätt över rikedomen. Alf förklarar att allt är ett missförstånd och ber Ester om förlåtelse. Eftersom det av samhället inte ansågs passande för en man att tala om känslor så hade Alf en gång på skämt sagt att han gift sig med henne för pengar. Beviset för att Alf talar sanning är att han samma dag som han friade fick veta att Esthers förmyndare förskingrat hennes kapital. Pjäsen avslutas med att det åter råder harmoni i äktenskapet.

## Personer
- Alf, löjtnant.
- Esther, hans hustru.
- Moster Beate, kusin till Alfs far.
- Lisen

## Om pjäsen
Pjäsen utgavs som en del av samlingen Dramatiska arbeten I 1883 på Oscar L. Lamms förlag. Den översattes till finska 1910 och 2012 utgavs den på svenska som en del av samlingen Dramatiska arbeten, som innehåller Agrells samlade dramatiska produktion.
Enligt sufflörens handskrivna anteckningar tog pjäsen 40 minuter att spela. Trots att underrubriken påvisar att pjäsen är en komedi så är den i själva verket en äktenskapstragedi ända till slutet då harmoni infinner sig. Pjäsen är en realistisk strävan att skildra svårigheter som ett ungt nygift par kunde ställas inför, men skildrar också kvinnlig ekonomisk underordning. Andra motsatspar är stad-land och gammal-ung, vilket kommer till uttryck i relationen mellan den äldre moster Beate och den unga fru Esther. Spänningen skapas genom att man inte vet vem man ska lita på. Pjäsen innehåller en allusion till Henrik Ibsens Ett dockhem där Esther säger "Skulle jag lemna ditt hus så, som Nora lemnade Helmers, men ej som hon för att lära mig att lefva, utan för att lära mig att dö" (Nora och Helmer är huvudpersoner i Ett dockhem).

## Mottagande
Publiken var positivt inställd till både pjäsen och framförandet. Bland recensenterna ansåg Aftonbladets recensent att stycket var "rätt väl värd" att ses. I Nya Dagligt Allehanda menade anmälaren att pjäsen hade "viss psykologisk finess" och ansåg också att dialogen var ledig, men ibland uddig.